# Смъртна дружина
Смъртната дружина е вид чета на Вътрешната македоно-одринска революционна организация.
Такива чети са съставяни през Илинденско-Преображенското въстание в Одринския революционен окръг от въоръжени селски младежи начело с местен човек за войвода.
Четата се подчинява на селското революционно ръководство. При отсъствие на редовната чета изпълнява нейните задължения. Всяко село трябва да разполага с такава смъртна дружина, която да има точно определена цел.
Смъртната дружина се разполага в непосредствена близост до селото, за да бъде снабдявана от селото, но и за да бъде в готовност да реагира своевременно. Смъртните дружини изиграват важна роля във формирането на Странджанската република.

## Галерия
- Паметна плоча на осъдените преображенци в Бръшлян
- Паметна плоча на смъртната дружина в Граматиково
- Паметна плоча на тайния революционен комитет в Малко Търново